# Elizabeth Fry

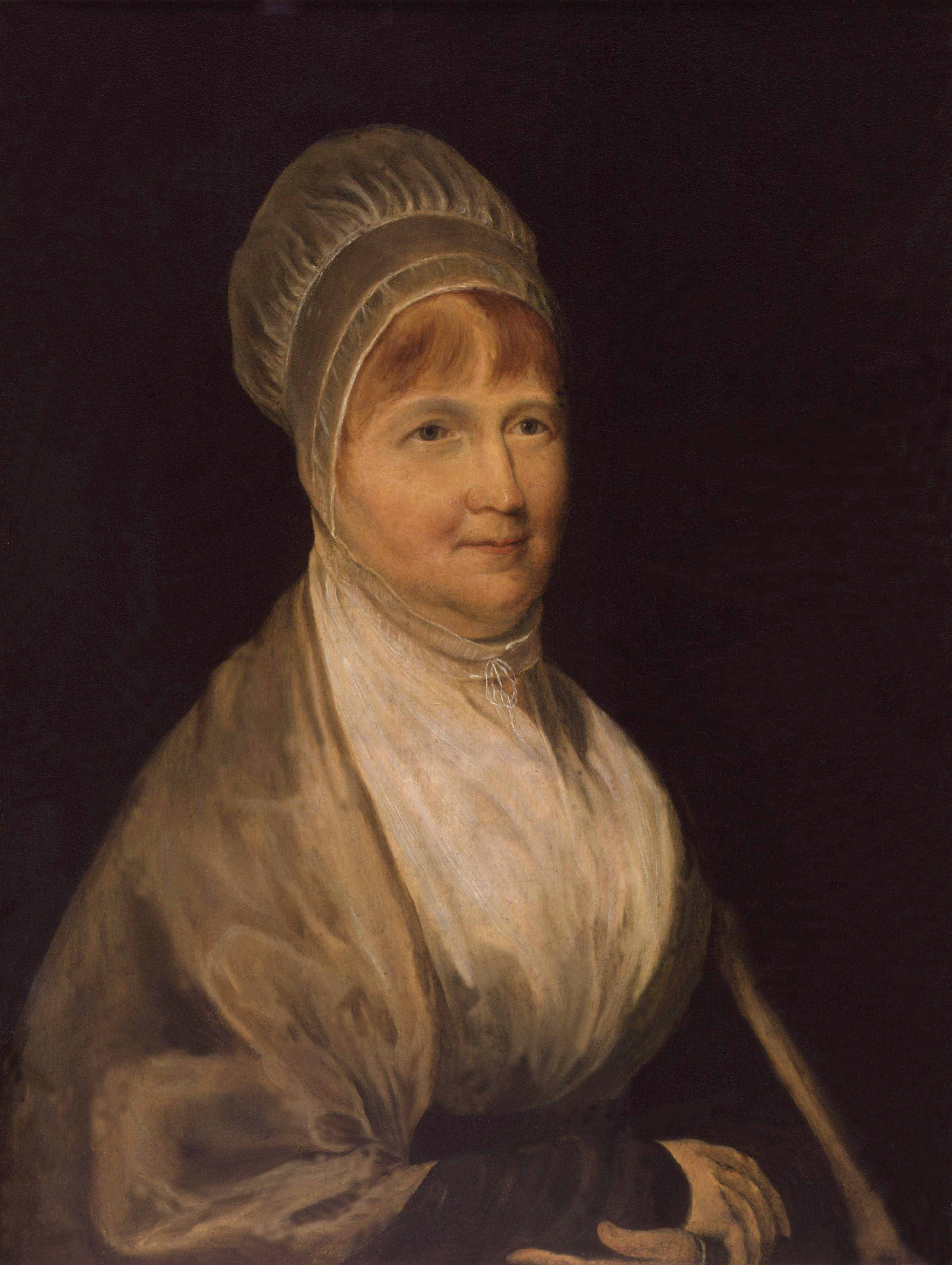
Elizabeth Fry

Elizabeth Fry (* 21. Mai 1780 in Norwich; † 12. Oktober 1845 in Ramsgate) war britische Reformerin des Gefängniswesens und ist als „Engel der Gefängnisse“ bekannt.

## Leben
Elizabeth Gurney wurde im Gurney Court in Norwich geboren und wuchs auf dem Sitz ihrer Familie, Earlham Hall (heute Teil der University of East Anglia), auf. Sie war das fünfte von elf Kindern des reichen Bankiers, Kaufmanns und Quäkers Joseph John Gurney. Ihre Mutter starb, als sie zwölf Jahre alt war. Im August 1800 heiratete sie den Londoner Bankier und Geschäftsmann Joseph Fry (1777–1861).
Bereits 1813 besuchte Elizabeth Fry mehrmals das Newgate-Gefängnis. Ihre große öffentliche Leistung war im April 1817, als es ihr gelang, bessere Zustände der Gefangenen in Newgate zu erreichen. Dazu gehörten u. a. die Klassifikation der Kriminellen, weibliche Aufsicht für Frauen und adäquate Bestimmungen für religiöse und säkulare Handlungen. Dies führte auch zur Einführung dieser Kriterien in anderen Gefängnissen; ihre Arbeit für die Gefangenen nahmen sich viele Frauen zum Vorbild. Sie besuchte auch Gefängnisse in Nordengland und Schottland.
Elisabeth Fry stiftete auf dem Familienlandsitz Plashet House auch eine Freischule für verwaiste Mädchen. Später gründete sie in London eine Schule für die Kinder der Gefangenen und 1819 eine Lehr- und Arbeitsschule für verurteilte weibliche Gefangene, die unter dem Namen des Newgater Vereins von einer Vorsteherin und zwölf Frauen geleitet wurde.
Während eines Besuches in Irland im Jahre 1827 wurde ihre Aufmerksamkeit auf Krankenhäuser gelenkt. Sie erreichte auch hier eine Verbesserung der Behandlung von Geisteskranken.
1838 besuchte sie Frankreich, wo sie mit führenden Beamten der Gefängnisse zusammentraf. 1839 erhielt sie die offizielle Erlaubnis, alle Gefängnisse in Frankreich zu besuchen, um einen detaillierten Bericht erstellen zu können. Im Sommer 1840 reiste sie durch Belgien, die Niederlande und Preußen und motivierte infolgedessen Theodor Fliedner und Johann Hinrich Wichern dazu, sich für Bedürftige einzusetzen. Nach ihrer Rückkehr nach London gründete sie dort das Institute of Nursing Sisters, das wohlhabende und gläubige Frauen aufnahm, um sie in praktischer häuslicher Krankenpflege zu unterrichten.  Ab 1843 war Elizabeth Fry aus gesundheitlichen Gründen nicht mehr in der Lage, Reisen zu unternehmen. Aber sie hielt immer noch den Kontakt zu den diversen Gefängnisbeamten, um weitere Verbesserungen zu überwachen.

## Ehrungen

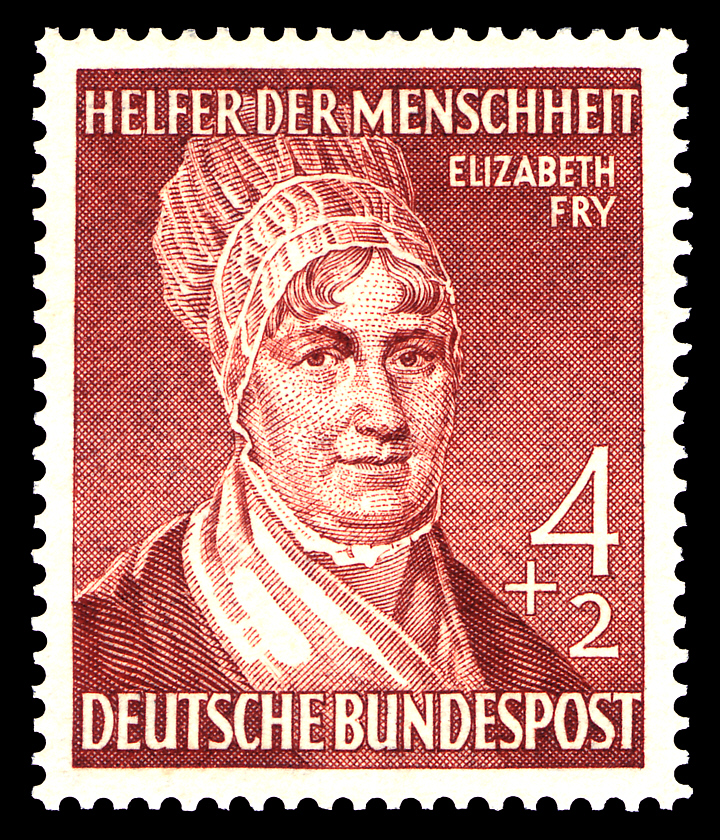
Briefmarke (1952) der Serie Helfer der Menschheit

Am 1. Oktober 1952 erschien eine ihr gewidmete Briefmarke der Serie Helfer der Menschheit der Deutschen Bundespost.
Von 2002 bis 2017  war Elizabeth Fry auf der englischen Fünf-Pfund-Sterling-Note zu sehen. In Deutschland sind viele Frauen- und Kinderhäuser nach ihr benannt.
Gedenktage:
- evangelisch: 12. Oktober im Evangelischen Namenkalender[3]
- anglikanisch: 12. Oktober[4]